# Anton Straub

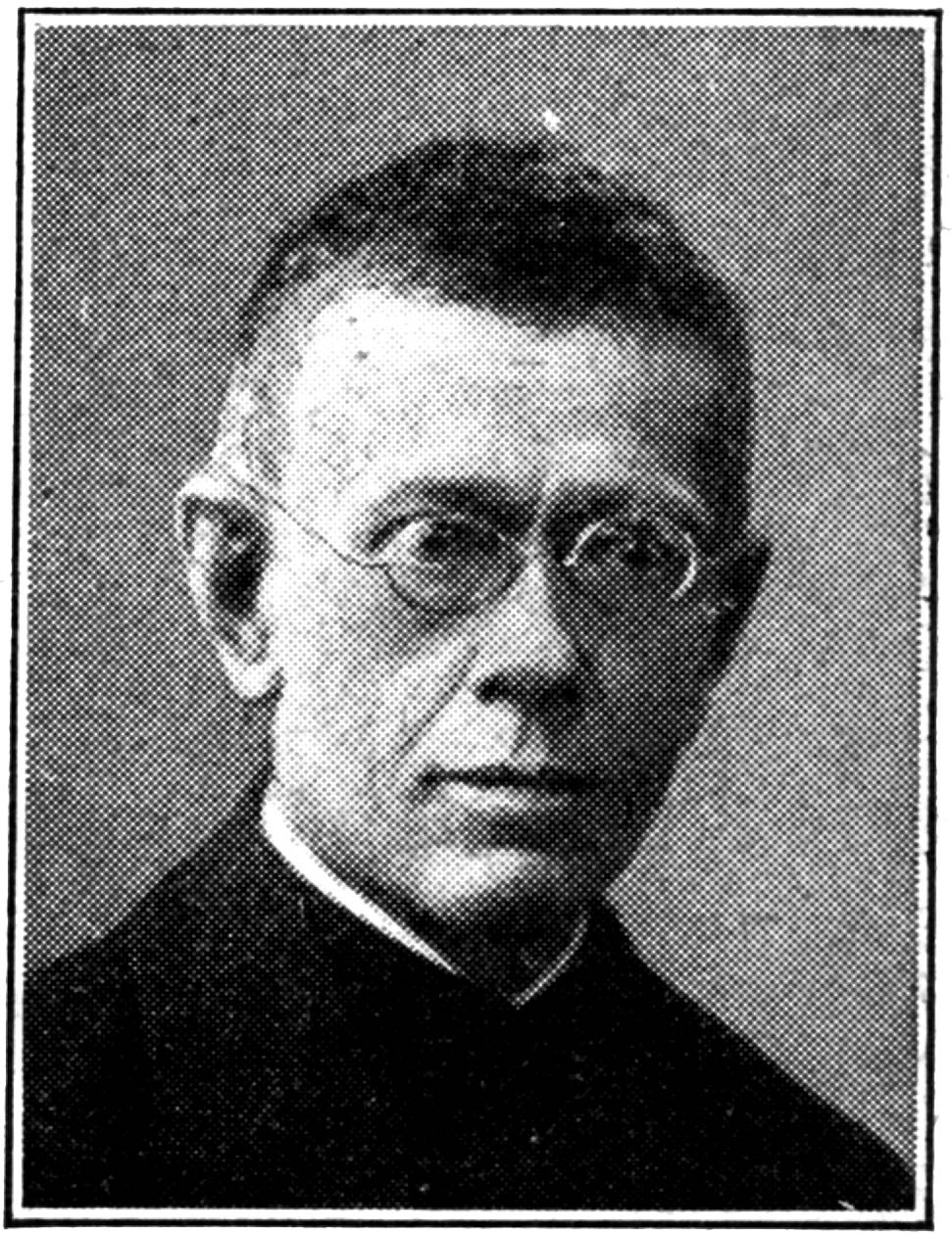
Pater Anton Straub S.J., Professor der Dogmatik. Foto vom Nachruf im Pilger-Kalender, Speyer, 1933

 Anton Straub (* 15. Juli 1852 in Großbockenheim, jetzt Bockenheim an der Weinstraße; † 5. Dezember 1931 in Wien) war ein  katholischer Priester der Diözese Speyer, später Jesuit, Theologe und Buchautor.

## Herkunft und Jugend
Anton Straub wurde als Sohn des Schullehrers Georg Straub und seiner Ehefrau Katharina Straub geb. Bescher in Großbockenheim geboren. Er besuchte zusammen mit seinem um ein Jahr jüngeren Bruder – dem späteren Geheimrat und Chirurgen Georg Straub – zunächst die Lateinschule in Grünstadt, danach das Gymnasium in Speyer. Dort war auch Franz Bettinger, der zukünftige Kardinal, sein Mitschüler, mit dem ihn eine lebenslange Freundschaft verbinden sollte.
Anton Straub fühlte sich zum Priester berufen und wurde 1869 aufgrund seiner hohen Begabung ins deutsche Kolleg zu Rom, dem berühmten „Germanicum“ aufgenommen. Dieses wird von den Jesuiten geführt und steht bis heute Priesterkandidaten aus allen Ländern deutscher Zunge und aus der alten ungarischen Reichshälfte Österreichs offen. Noch zu Straubs Zeit trugen die Alumnen als Zeichen ihrer Zugehörigkeit rote Talare und wurden daher im Volksmund auch „die Krebse“ genannt. Grundsätzlich handelt es sich um eine Elite der heimatlichen Seminaristen, die auf Vorschlag ihrer Oberen dorthin entsandt werden. Sie galten und gelten als besonders romtreu und man spricht von der sogenannten „Romanitas“ der Germaniker, weshalb sie besonders in der Zeit des Kulturkampfes, während der NS-Herrschaft und im kommunistischen Machtbereich des Ostblocks stark angefeindet und ausgegrenzt wurden. Nicht wenige von ihnen gelangten trotzdem als Prälaten, Theologie-Professoren, Bischöfe und Kardinäle zu den höchsten Kirchenämtern. Als Germaniker erlebte der Bockenheimer Theologiestudent Anton Straub das Erste Vatikanische Konzil mit.

## Als Priester, Jesuit und Gelehrter
Sieben Jahre lang hatte Anton Straub in Rom Philosophie und Theologie studiert, am 4. Juni 1875 die Priesterweihe empfangen und kehrte 1876, mit zwei Doktortiteln geschmückt, in seine Heimatdiözese Speyer zurück. Dort schickte man ihn zunächst als Kaplan nach Weyher, anschließend nach Homburg. Schon auf der Heimreise von Rom suchte er beim General der Jesuiten um Aufnahme in den Orden nach und erhielt die Erlaubnis dazu. Da jedoch in Deutschland der Kulturkampf herrschte und die Jesuiten gerade wieder einmal ausgewiesen worden waren, trat Anton Straub 1878 – gegen den Willen seiner Eltern – zu St. Andrä in Kärnten in diesen Orden ein. In der Habsburgermonarchie konnte sich die Gesellschaft Jesu frei entfalten und man legte ihm daher keinerlei Hindernisse in den Weg. Sein Nachruf beschreibt Pater Straub als Gelehrtennatur mit tiefem Spekulationstalent, der in seinem Orden demgemäß Verwendung gefunden habe. Nach seinem Noviziat ging er ab 1879 nach Innsbruck, um sich zu habilitieren. 1886 wurde Pater Straub Dozent, 1894 Extraordinarius und 1898 Ordinarius für Dogmatik an der Theologischen Fakultät der Universität Innsbruck. Hier lehrte er bis 1900 als Professor. Nachdem er Ende 1900 krankheitsbedingt aus dem Universitätsbetrieb ausscheiden musste, wurde er 1901 zum Honorarprofessor ernannt, konnte seine Lehrtätigkeit jedoch nie wieder aufnehmen.
Im Nachruf heißt es darüber, sein Bruder Georg Straub aus Edenkoben, namhafter Chirurg und Generaloberarzt der Bayerischen Armee, habe ihm damals in Innsbruck das Leben gerettet.
Im November 1902 zog sich Pater Anton Straub zurück und übersiedelte ins Kolleg der Jesuiten zu Kalksburg bei Wien, wo seine wichtigsten Publikationen entstanden. Dort verfasste er in lateinischer Sprache das zweibändige Werk Die Kirche, welches ihn unter den katholischen Gelehrten in aller Welt bekannt machte. Es erschien 1912 unter dem Titel De Ecclesia Christi und eine  neuzeitliche Würdigung konstatiert: „er hat darin eine Fülle von Material zusammengetragen - eine für die damalige Zeit außerordentliche Leistung.“ In der Kalksburger Zeit beschäftigte er sich wissenschaftlich u. a. mit der Analyse des persönlichen Glaubensaktes, worüber er 1922 das Buch De analysi fidei veröffentlichte. Eine Vielzahl kürzerer theologischer Abhandlungen aus seiner Feder finden sich zwischen 1887 und 1926 in der „Zeitschrift für katholische Theologie“ (Wien/Innsbruck, gegründet 1877). Aus politischen Gründen nicht publiziert wurde sein Buch, zur immer noch offenen „Römischen Frage“, die Pater Straub beschäftigte, seit er 1870 die Besetzung des Kirchenstaates durch italienische Truppen miterlebt hatte. Damals bahnte sich aber bereits eine Lösung in der Gestalt eines päpstlichen Zwergstaates „Vatikanstadt“ an, die schließlich 1929 Wirklichkeit wurde und die man durch solche Veröffentlichungen nicht unnötig gefährden wollte.
Von 1902 bis zu seinem Tod, am 5. Dezember 1931, wirkte Pater Anton Straub in aller Stille als Priester und Theologe im Jesuitenkolleg Kalksburg bei Wien. Er wurde in einem Gemeinschaftsgrab der Jesuiten am Kalksburger Friedhof im heutigen 23. Wiener Gemeindebezirk Liesing beigesetzt.

## Nachruhm
„Der Pilger“ (Kirchenzeitung des Bistums Speyer) publizierte seinerzeit einen ausführlichen und ehrenden Nachruf auf Pater Anton Straub (Nr. 50 vom 13. Dezember 1931). Der Pilger-Kalender von 1933 enthält einen nachträglichen Kurz-Nachruf und das vermutlich einzige noch erhaltene Foto von ihm. In unseren Tagen erhielt der Jesuit eine kleinere Würdigung im Lexikon für Theologie und Kirche (Freiburg ²1964) sowie im Biographisch-Bibliographischen Kirchenlexikon von Traugott Bautz (Band XI, 1996, auch im Internet einsehbar), außerdem eine Notiz im Lexikon Pfälzer Persönlichkeiten von Viktor Carl. Die Rheinpfalz (Lokalausgabe Unterhaardter Rundschau) publizierte am 15. Februar 2008 einen Gedenkartikel an Pater Anton Straub unter dem Titel: Von Bockenheim nach Rom, ins deutsche Jesuitenkolleg (Autor: Joachim Specht).
In Honolulu auf Hawaii (USA) ist seit 1961 das neu gegründete medizinische Forschungszentrum „Straub Medical Research Institute“ und die „Straub-Clinic“ nach dem dorthin ausgewanderten und äußerst angesehenen Arzt Georg Francis Straub (1879–1966), dem Neffen von Pater Anton Straub benannt.